# 작사
작사(作詞)란 노랫말을 만드는 것을 말한다. 작사를 하는 사람을 작사가라고 한다.
작사는 가창(보컬)이 있는 음악작품의 경우에 존재하는 작업인데, 이 때 가창자가 부르는 멜로디를 만드는 작업은 작곡, 반주를 만드는 작업은 편곡이라고 부른다.

## 같이 보기
- 작곡
- 편곡